# Nivelle (Frankrijk)
Nivelle is een gemeente in het Franse Noorderdepartement (Frans: département du Nord) (regio Hauts-de-France). De gemeente maakt deel uit van het arrondissement Valenciennes. Nivelle ligt aan de Skarpe. De gemeente telde 1.393 inwoners op 1 januari 2022.

## Geschiedenis
Nivelle behoorde tijdens het ancien régime tot de heerlijkheid van de Abdij van Saint-Amand in Tournaisis. Tot 1521 was Tournaisis Frans. Het werd veroverd door keizer Karel V en bleef onderdeel van de Spaanse Nederlanden tot 1668 (Vrede van Aken). Terwijl de rest van Tournaisis in 1713 door de Vrede van Utrecht weer bij de Nederlanden kwam, bleven Saint-Amand en Nivelle Frans.

## Geografie
De oppervlakte van Nivelle bedroeg op 1 januari 2022 5,92 vierkante kilometer; de bevolkingsdichtheid was toen 235,3 inwoners per km².

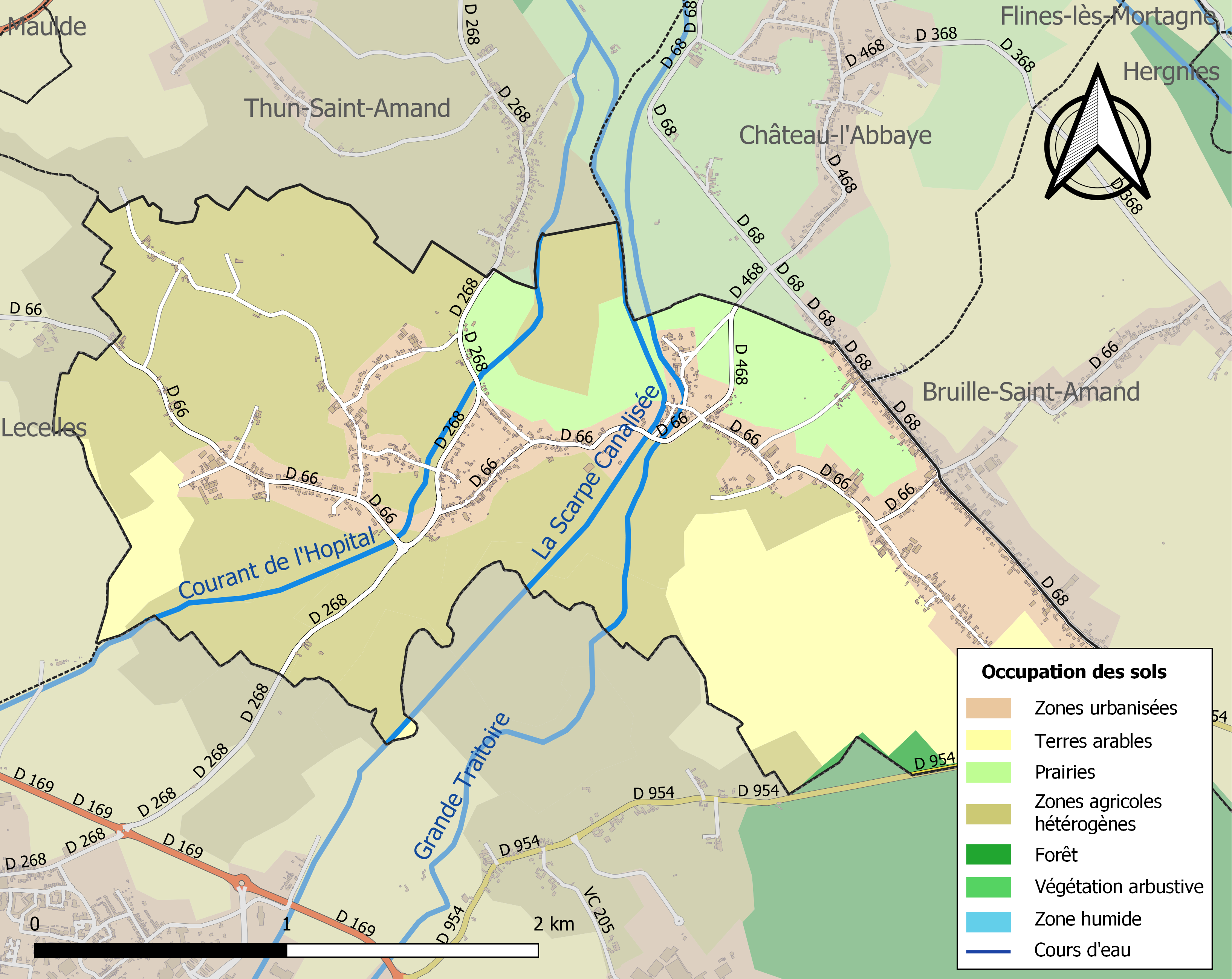
Kaart van de gemeente met belangrijkste infrastructuur, bodemgebruik en omliggende gemeenten

## Bezienswaardigheden
- De Sint-Maria-Magdalenakerk (Église Sainte-Marie-Madeleine) vervangt een kerkgebouw van 1780 dat tijdens de Eerste Wereldoorlog werd verwoest. Een nieuwe kerk kwam gereed in 1930. Deze is gebouwd in eclectische stijl met neoromaanse stijlelementen.

## Natuur en landschap
De Scarpe en de Courant de l'Hôpital lopen door Nivelle. De hoogte aan de kerk bedraagt 19 meter.

## Demografie
Onderstaande figuur toont het verloop van het inwonertal (bron: INSEE-tellingen).

## Nabijgelegen kernen
Thun-Saint-Amand, Saint-Amand-les-Eaux, Bruille-Saint-Amand